# Grytsjön, Hälsingland
Grytsjön är en sjö i Härjedalens kommun i Hälsingland och ingår i Ljungans huvudavrinningsområde. Sjön har en area på 0,437 kvadratkilometer och ligger 309 meter över havet. Sjön avvattnas av vattendraget Fåssjöån (Grytån).

## Delavrinningsområde
Grytsjön ingår i det delavrinningsområde (689306-146972) som SMHI kallar för Utloppet av Grytsjön. Medelhöjden är 326 meter över havet och ytan är 3,04 kvadratkilometer. Det finns ett avrinningsområde uppströms, och räknas det in blir den ackumulerade arean 32,17 kvadratkilometer. Fåssjöån (Grytån) som avvattnar avrinningsområdet har biflödesordning 2, vilket innebär att vattnet flödar genom totalt 2 vattendrag innan det når havet efter 184 kilometer. Avrinningsområdet består mestadels av skog (66 procent) och sankmarker (14 procent). Avrinningsområdet har 0,44 kvadratkilometer vattenytor vilket ger det en sjöprocent på 14,3 procent.